# Hofmarskal
En Hofmarskal (af tysk Hofmarschall) er ved Europæiske hof titlen på den embedsmand, som historisk er den øverste ansvarlige for økonomi. Med tiden er embedets ansvarsområde ekspanderet, og indbefatter hos mange Europæiske hof i dag den generelle ledelse af det Kongelige hof samt hofstaten.
Historisk var hofmarskallen en titel ved de fyrstelige hof i Tyskland, der førte tilsyn med hele fyrstedømmets økonomi.
I Danmark (hofmarskal), Sverige (hovmarskalk), Norge (hoffmarskalk), Holland ("hofmaarschalk") og i Luxembourg (maréchal de la cour) findes titlen hofmarskal stadig. Titlen eksisterede i Belgien indtil 2006.

## Danmark
I Danmark er hofmarskallen chefen for Det Kongelige Danske Hof og leder den regerende konges/dronnings hofstat.
Den nuværende hofmarskal er Kim Kristensen (pr. 1. april 2021)

## Sverige
I Sverige var hofmarskalen oprindeligt embedsmanden i hofstaterne ved det kongelige hof, som havde til opgave at bistå kongen i hoffets administration. I dag består hofmarskalembedet af en første hofmarskal, som er chef for det Hofmarskallat, og en rigshofmarskal, som er det højeste embede i det kongelige hof, og svarer i Danmark til embedet Overhofmarskal.